# Carlo XI di Svezia
(Motto di Carlo XI)
Carlo XI di Svezia (Stoccolma, 24 novembre 1655 – Stoccolma, 5 aprile 1697) fu re di Svezia dal 1660 fino alla sua morte. Era l'unico figlio di Carlo X Gustavo di Svezia e di Edvige Eleonora di Holstein-Gottorp.
Suo padre morì quando Carlo aveva appena cinque anni e pertanto egli venne educato dai suoi tutori sino alla sua incoronazione all'età di diciassette anni. Poco dopo, egli venne forzato ad una spedizione militare per assicurare i domini recentemente acquisiti in Danimarca nella Guerra di Scania. Dopo aver respinto l'offensiva danese, egli tornò a Stoccolma e si dedicò a risanare la situazione politica, economica e finanziaria dello stato, assicurando pace alla Svezia per i successivi vent'anni del suo regno. I cambiamenti nell'ambito della finanza, del commercio, della marina nazionale e degli armamenti di terra, nella procedura giudiziaria, nel governo della chiesa e dell'educazione furono i punti cardine della sua politica.
Il fatto che Carlo fosse stato incoronato come Carlo XI non significa che egli fosse di fatto l'undicesimo re svedese a chiamarsi Carlo. La tradizione era infatti stata travisata da una storiografia faziosa nel cinquecento per legittimare la successione al trono dei Vasa e per dimostrare l'antichità dell'istituzione monarchica svedese. Formalmente egli sarebbe stato re col nome di Carlo V.

## Biografia

### Durante la reggenza

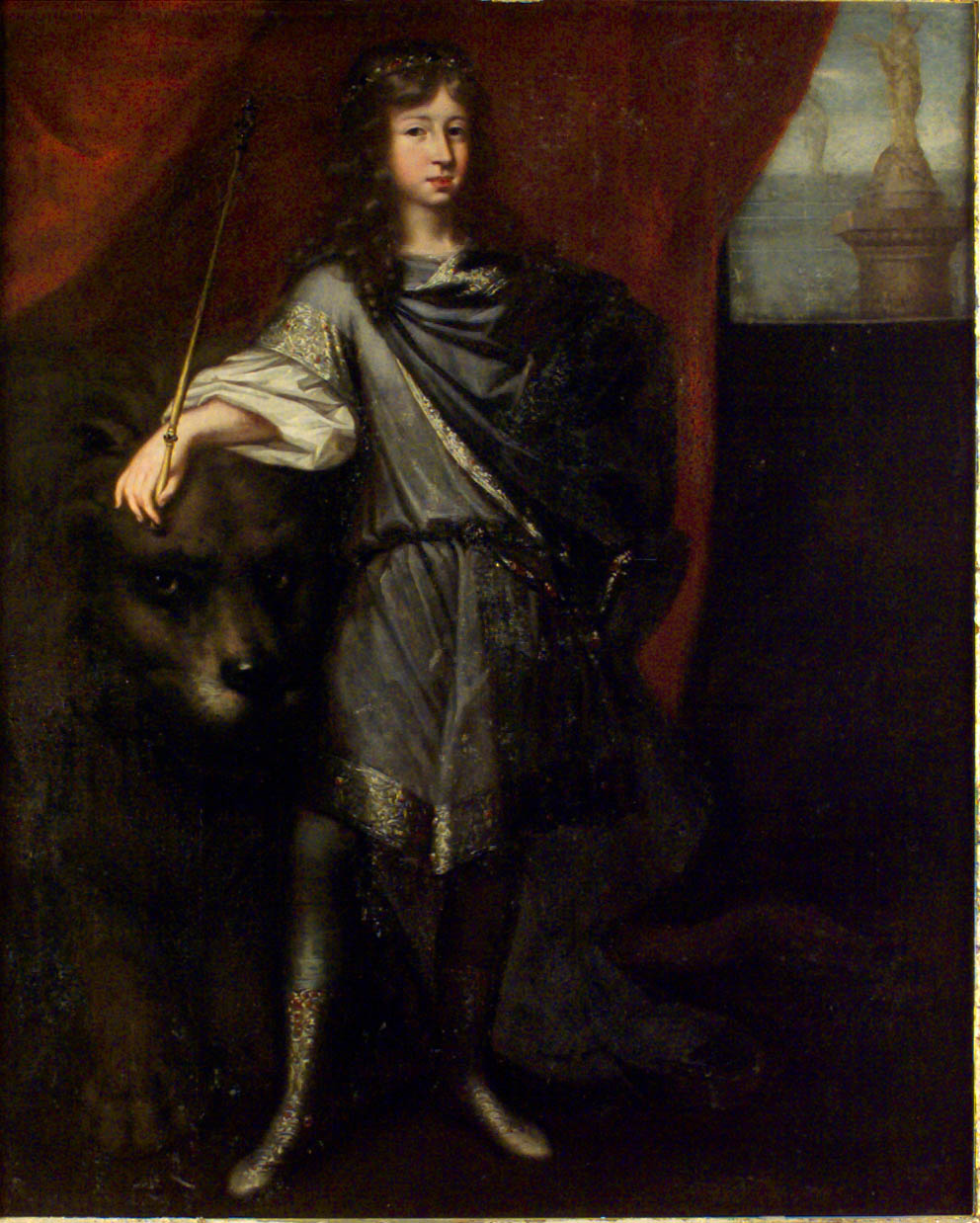
Carlo XI bambino

Carlo nacque nel Palazzo Reale "Tre Kronor" di Stoccolma nel novembre del 1655 e nel luglio dell'anno successivo già suo padre dovette abbandonarlo, impegnato nella guerra contro la Polonia. Dopo diversi anni di combattimenti all'estero, il re fece ritorno in patria nell'inverno del 1659 per incontrare poi la famiglia e gli Stati Generali a Göteborg. Ammalatosi di polmonite a metà gennaio del 1660, Carlo X scrisse il suo testamento secondo il quale, sentendosi prossima la morte, lasciò il compito di istruire il giovane figlio di appena quattro anni ai reggenti che egli aveva personalmente nominato. Questi però tradirono il compito affidato loro dal re, di modo che quando Carlo XI, a 17 anni, conseguì la maggiore età, era totalmente ignorante della gestione dello stato e quasi analfabeta, svantaggiato in questo dalla madre Edvige Eleonora che non lo coinvolse attivamente nella politica del suo tempo, preferendo invece usarlo per governare personalmente. Invece che allo studio, del resto, il giovane Carlo preferiva dedicarsi agli sport e agli esercizi fisici: tra i suoi passatempi preferiti c'era la lotta con l'orso, nella quale diede prova di avere spirito coraggioso.
Il problema della scarsa educazione del piccolo sovrano, destò dubbi in molti su come avrebbe un giorno condotto lo stato e soprattutto la politica estera, conoscendo appena un poco di lingua tedesca. Lo scrittore italiano Lorenzo Magalotti visitò Stoccolma nel 1674 e descrisse Carlo XI come "virtualmente spaventato da tutto ciò che lo circonda, poco loquace con gli stranieri, senza che osi guardare in faccia alcuno mentre parla".
Un altro tratto tipico della sua personalità sin da giovane e che poi lo accompagnerà anche nell'età adulta sarà il suo profondo spirito religioso: timorato di dio, solitamente pregava in ginocchio e recitava i salmi. Magalotti descrisse anche il re come incline alla caccia, alla guerra ed agli scherzi.

### La guerra di Scania

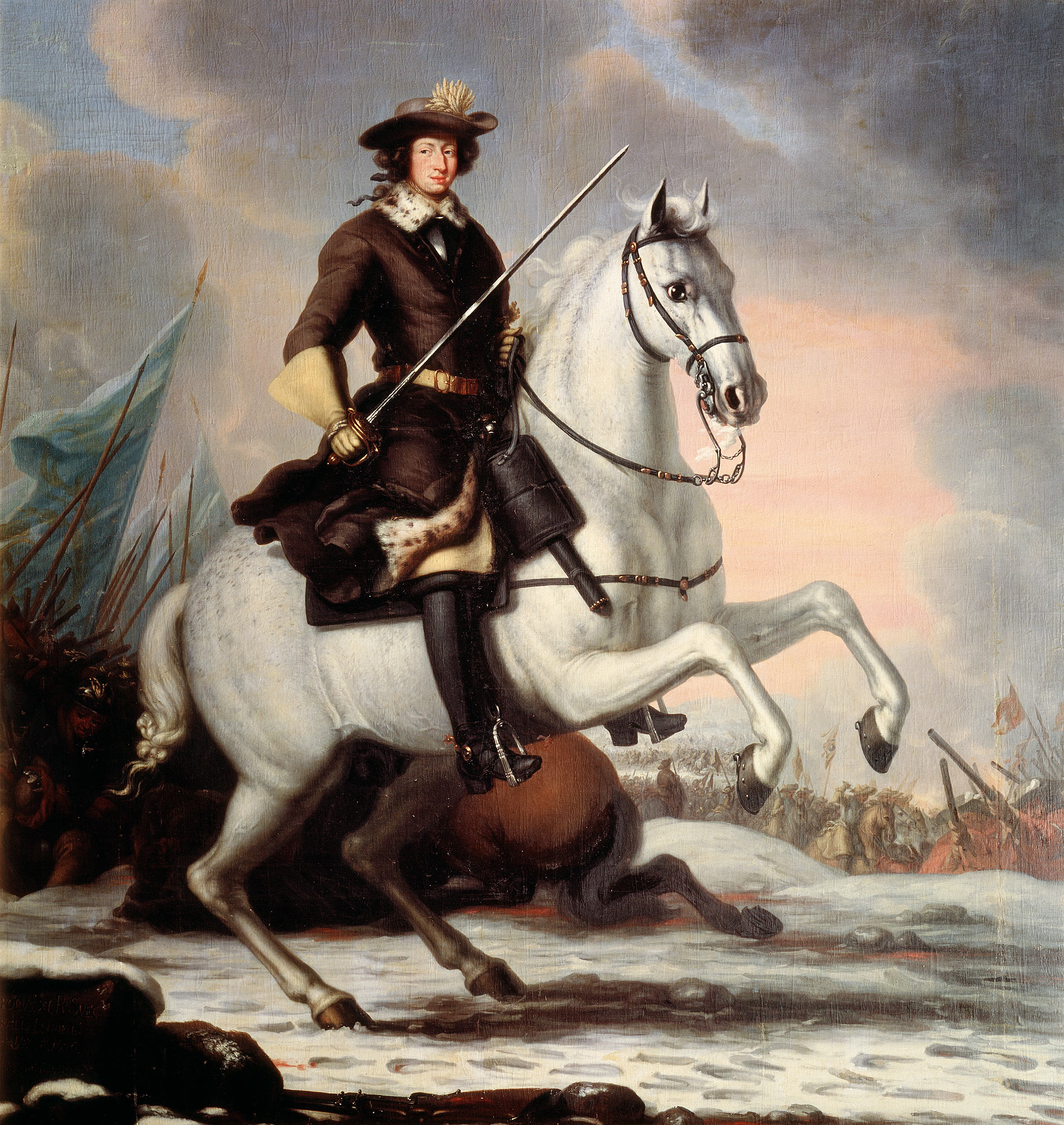
Carlo XI alla Battaglia di Lund nel 1676. Dipinto di David Klöcker Ehrenstrahl del 1682

La situazione dell'Europa era piuttosto pericolosa al tempo della presa di potere di Carlo XI e la Svezia nello specifico doveva affrontare numerosi problemi finanziari. I tutori di Carlo XI decisero pertanto di negoziare un'alleanza con la Francia nel 1671. Questo avrebbe assicurato alla Svezia di non trovarsi isolata in caso di guerra, ed avrebbe nel contempo consentito di ottenere dei sussidi dal governo francese. La Francia era del resto interessata a quest'alleanza per dirigere le proprie aggressioni ai Paesi Bassi dal 1672, e dalla primavera del 1674 la Svezia venne forzata a prendere parte alla direzione delle forze militari verso Brandeburgo, sotto la guida di Carl Gustaf Wrangel.
La Danimarca era alleata degli Asburgo del Sacro Romano Impero, ed era evidente che la Svezia avrebbe fatto di tutto per convergere ad una nuova guerra contro la Danimarca stessa. Un tentativo di mediazione venne portato avanti dal cancelliere Nils Brahe che si portò a Copenaghen nella primavera del 1675 per tentare di far sposare la principessa danese Ulrica Eleonora col re di Svezia. L'operazione ebbe successo e a metà del giugno del 1675 il fidanzamento venne ufficializzato. Ad ogni modo, quando giunse la notizia della sconfitta svedese nella battaglia di Fehrbellin, il re danese Cristiano V dichiarò guerra alla Svezia nel settembre di quell'anno.
Fu il disastro generale prodotto dalle politiche speculative dei suoi ex reggenti che gli richiesero per la prima volta di usare le sue eccelse qualità e lo forgiarono nella sua prematura mascolinità. Con energia infaticabile egli cercò subito di combattere le difficoltà della situazione, intraprendendo una lotta quasi disperata contro pigrizia, corruzione e incompetenza. Nell'anarchia generale, il giovane re appena ventenne, fece ricorso ad ogni espediente, lavorò giorno e notte, nel suo campo appena costruito in Scania, per armare la nazione per la sua lotta mortale nella Guerra di Scania. I soldati svedesi in Scania erano in minoranza e male equipaggiati rispetto ai danesi e, nel maggio del 1676, questi invasero la Scania, prendendo Landskrona, Helsingborg e procedendo poi verso Bohuslän e Halmstad.
La vittoria della Battaglia di Halmstad (17 agosto 1676), ove Carlo ed il suo comandante in capo Simon Grundel-Helmfelt sconfissero le divisioni danesi, fu il primo buon segno. Carlo quindi continuò a dirigersi a sud verso la Scania giungendo nei pressi del fiume Kävlinge, presso Lund, l'11 novembre di quell'anno. L'esercito danese comandato da Cristiano V era posto sull'altra sponda del fiume. Era impossibile attraversare il fiume e Carlo dovette aspettare diverse settimane sin quando questo non si fosse gelato. Il 4 dicembre il fiume finalmente ghiacciò completamente e Carlo lanciò un attacco a sorpresa alle forze danesi combattendo nella Battaglia di Lund. Questa battaglia fu una delle più sanguinose del tempo: dei 20.000 combattenti da ambo le parti, 8.000 morirono sul campo di battaglia. Tutti i comandanti svedesi misero in mostra le loro migliori qualità, ma il vero spirito dello scontro fu Carlo XI. La battaglia diede prova di essere un punto decisivo per il governo della Scania e venne descritta come uno degli eventi più importanti della vita del giovane re che ne commemorò la data tutti gli anni per il resto della sua vita.
L'anno successivo, 9.000 uomini guidati da Carlo XI sconfissero 12.000 danesi nella battaglia di Landskrona e questo fu l'ultimo scontro della guerra in quanto nel settembre del 1678 Cristiano V decise di evacuare le proprie truppe verso Sjælland. Nel 1679, Luigi XIV di Francia dettò i termini della pacificazione generale e Carlo XI, che si disse si fosse un poco risentito dell'"insofferente tutela" del re francese, venne forzato a firmare la pace con il suo impero praticamente intatto. La pace venne siglata con la Danimarca nei trattati di Fontainebleau (1679) e Lund, e con il Brandeburgo col Trattato di Saint-Germain-en-Laye (1679).

### Politica interna

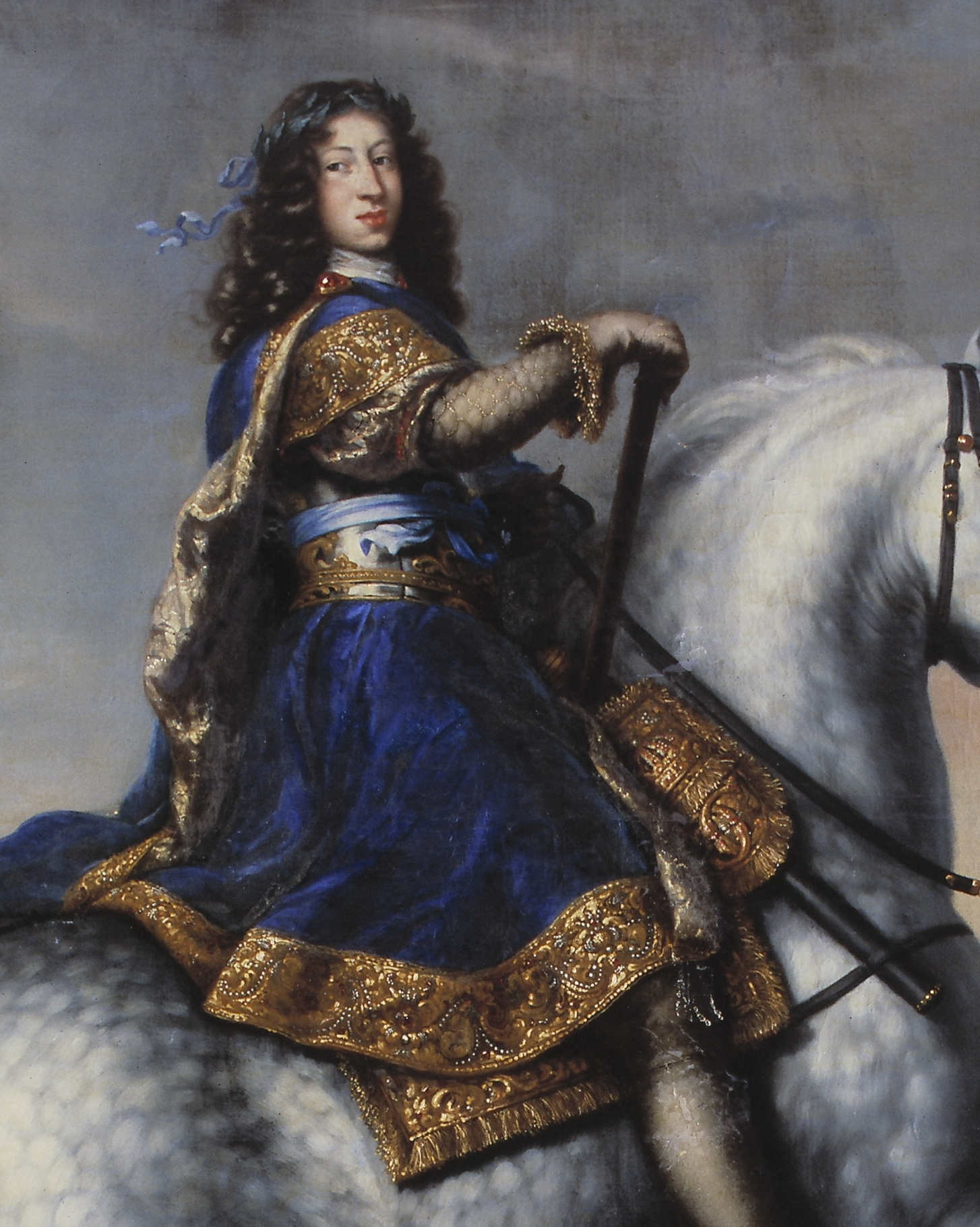
Carlo XI trionfante a cavallo

Carlo dedicò il resto della sua vita all'enorme impresa di ripristinare la Svezia per mezzo di una riduzione, o recupero, dei territori alienati della corona, un processo che coinvolse un riesame di qualunque, per quanto piccolo, titolo del regno, e risultò nel completo riassestamento delle finanze.
Ma per quanto vasta, la riduzione rappresenta solo una piccola parte dell'immensa attività di Carlo XI. La parte costruttiva della sua amministrazione fu parimenti accurata e completamente vantaggiosa.
Diede incarico di redigere lo Sveriges Rikes Lag, il primo codice di leggi della Svezia moderna, opera poi proseguita dal suo successore Carlo XII.
Contrariamente alla credenza popolare, egli non fu l'unico responsabile del rafforzamento dello stato svedese. Carlo XI ebbe numerosi consiglieri, molti dei quali provenivano da famiglie nobili tedesche o baltiche, che furono dietro a molti progetti di riforma condotti durante il suo regno.
Dopo Gustavo Vasa e Gustavo Adolfo, Carlo XI fu probabilmente il più grande di tutti i re svedesi. La sua figura umile e semplice è stata eccessivamente oscurata dalle figure brillanti e colossali del suo eroico padre e del suo meteorico figlio; eppure in realtà Carlo XI è molto più degno di ammirazione di Carlo X e Carlo XII. Egli fu a un livello supremo un grande costruttore. Trovò la Svezia in rovine e dedicò la sua intera vita a gettare le solide fondamenta di un nuovo ordine di cose che, nelle sue caratteristiche essenziali, ha resistito fino ai giorni nostri.

#### La restaurazione finanziaria

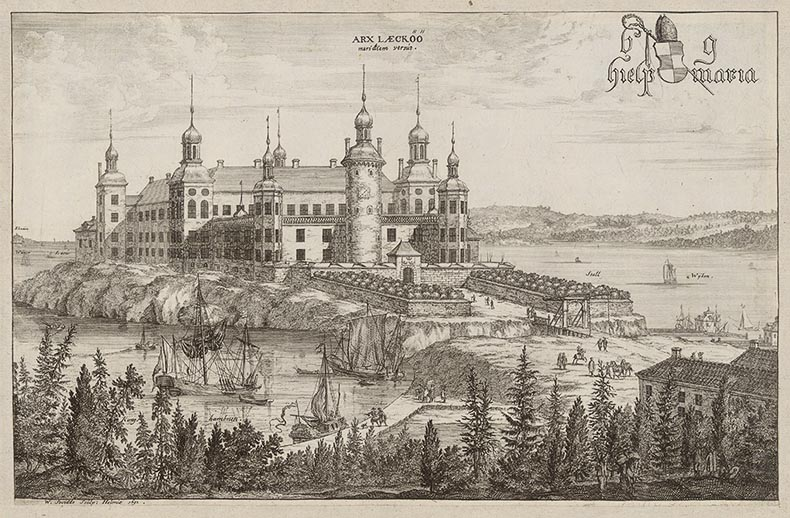
Il Castello di Läckö, una delle molte proprietà reclamate dalla corona svedese. Incisione del 1700 circa tratta da Suecia Antiqua et Hodierna

La debole economia svedese aveva sofferto durante la Guerra di Scania e si trovava ora in una profonda crisi dopo la pacificazione generale. Carlo decise di convocare gli Stati Generali nell'ottobre del 1680 e l'assemblea venne descritta dai contemporanei come una delle riunioni più significative per il parlamento svedese nella sua storia. Qui, il re si risolse a richiedere la riduzione, un provvedimento che non era stato discusso in parlamento dal 1650 e che prevedeva la restituzione di alcuni feudi concessi dalla corona svedese a nobili privati. Questo provvedimento colpì molte personalità eminenti delle classi aristocratiche, molti dei quali andarono completamente in rovina. Uno di questi era il capo della giustizia svedese, Magnus De La Gardie, che dovette cedere al re lo stravagante Castello di Läckö, una sontuosa residenza con 248 stanze. Il processo della riduzione coinvolse anche i domini dell'impero fuori dalla Svezia ed il risultato che ne conseguì fu il completo riassesto delle finanze nazionali.

#### L'assolutismo
Altra importante decisione presa durante il periodo di regno di Carlo XI fu l'utilizzo dell'assolutismo. Sin dal 1634, infatti, i re di Svezia avevano preso l'impegno di servirsi di un consiglio di stato per limitare il loro potere. Durante la Guerra di Scania, il re condusse di fatto gli scontri senza interpellarli e senza ascoltarli, il che fece sì che Carlo XI difatti inaugurasse una politica assolutistica nel proprio stato. Nell'assemblea del 1680 egli dichiarò agli Stati Generali di sentirsi troppo legato dalla loro presenza: "non sono mai stato legato a nessuno tranne che a me stesso". Il Riksdag confermò questo potere nel 1693, proclamando ufficialmente che il re sarebbe stato l'unico sovrano di Svezia.

#### Le riforme militari
All'assemblea del Riksdag del 1682, il re introdusse per la prima volta alcune riformi in campo militare, secondo le quali ogni regione di Svezia dovesse avere 1.200 soldati a propria disposizione, sia in pace che in guerra, e che ogni due contadini dovessero provvedere all'accomodamento ed al sostentamento di un soldato. Questi soldati erano conosciuti col nome di Karoliner ed erano allenati per eccellere soprattutto nell'attacco. Questi soldati erano inviati anche all'estero a studiare di modo che la loro formazione a spese dello stato potesse essere d'eccellenza per l'esercito svedese. Nel giro di pochi anni, l'esercito svedese divenne uno dei più efficienti ed avanzati d'Europa dal punto di vista qualitativo.
La Svenska marinen venne migliorata sotto Carlo XI con la fondazione della base navale di Karlskrona nel 1680. Attualmente essa è un sito protetto dall'UNESCO.

#### L'assimilazione dei nuovi domini

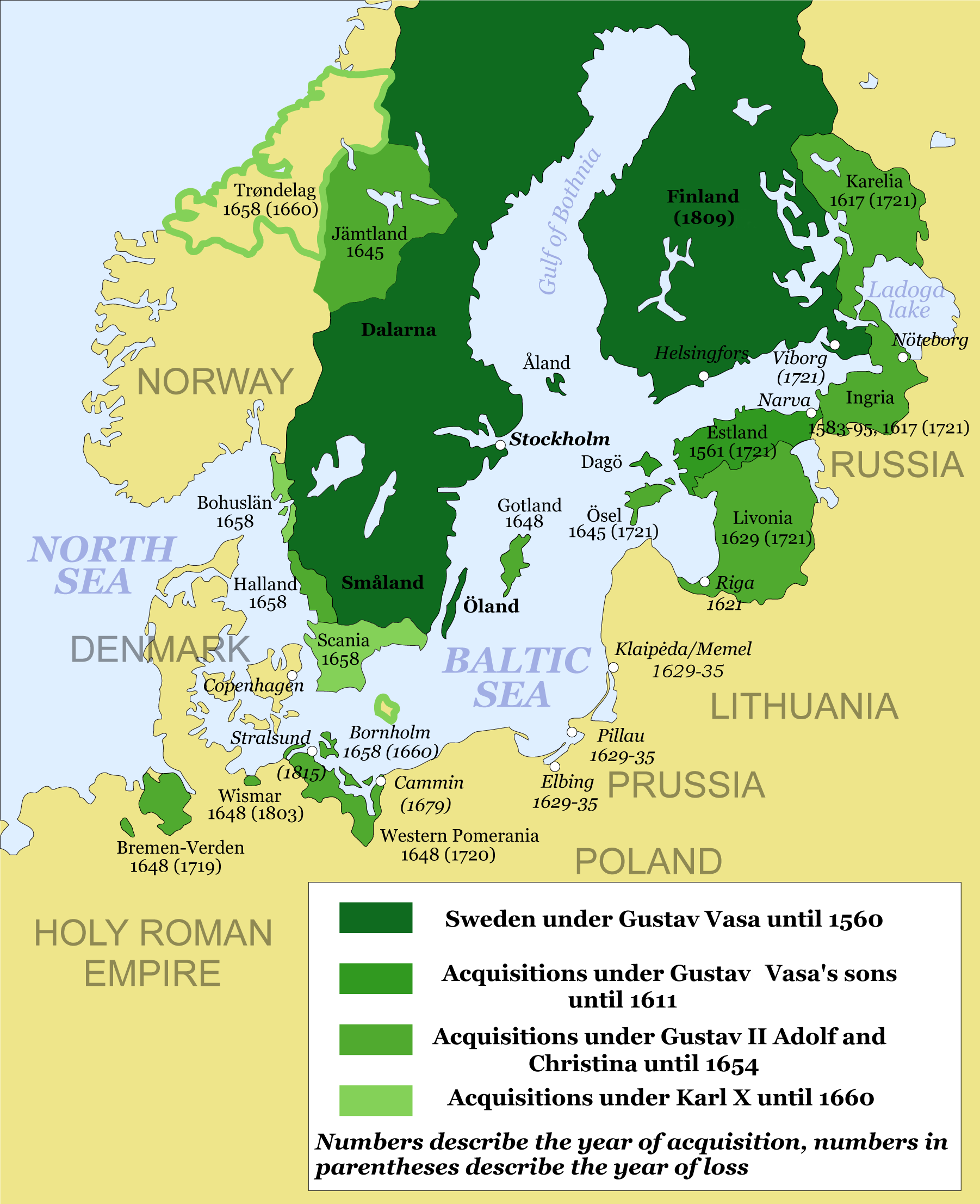
Sviluppo dell'Impero svedese nell'Europa moderna (1560–1815)

Carlo XI durante il suo regno sentì particolarmente importante l'assimilazione dei nuovi territori acquisiti dalla Svezia in Scania, Blekinge, Halland, Bohuslän e Jämtland, oltre che nell'isola di Gotland. Tra le politiche di assimilazione promosse dal sovrano ricordiamo il bando di tutti i libri scritti in danese o norvegese, rompendo quindi le promesse del Trattato di Roskilde, l'uso della lingua svedese nella conduzione dei sermoni religiosi e che tutti i nuovi sacerdoti e insegnanti dovessero obbligatoriamente provenire dalla Svezia.
Il re aveva un certo risentimento nei confronti dei contadini della Scania per il loro comportamento durante la guerra da poco conclusa e pensava in particolare di concentrare le proprie riforme in quella regione. La guerriglia non tardò a scoppiare col nome di Snapphane, identificandosi con un gruppo nel nord della Scania che attaccava i soldati per rubarne denaro e provviste, godendo anche del supporto dei villaggi locali. Carlo rimase scettico circa la fiducia da attribuire agli abitanti della Scania per il resto della sua vita. Egli decise di non trarre soldati da questa regione: i 1.200 soldati che dovevano rimanere stabilmente in Scania dovevano essere reclutati da altre province. Al primo governatore generale della Scania, Johan Göransson Gyllenstierna (reggente dal 1679 al 1680), chiese brutalità nel trattamento dei locali. Il governo di Rutger von Ascheberg (reggente dal 1680 al 1693), fu più permissivo.
L'assimilazione non fu egualmente dura nei territori in area tedesca come la Pomerania svedese e nel Principato di Brema-Verden,oltre che nell'area baltica (Estonia e Livonia). In Germania, Carlo XI conobbe l'opposizione di alcuni stati locali ed era anche imbrigliato dalle leggi vigenti del Sacro Romano Impero e dai trattati di pace firmati. Nell'area del Baltico, la struttura del potere era completamente differente, con una nobiltà di discendenza tedesca che utilizzava ancora gli schiavi, qualcosa che Carlo aborriva nella maniera più assoluta ed intendeva abolire, ma non ne fu in grado. Infine, Kexholm e Ingria poco popolare, non erano di grande interesse.

#### La politica religiosa
Carlo XI era un devoto cristiano luterano. Nel febbraio del 1686 venne indetta una nuova legislazione ecclesiastica per sua iniziativa. Questa nuova legislazione prevedeva che il re fosse a tutti gli effetti il reggente della chiesa di stato svedese e che contemporaneamente egli fosse sovrano della terra di Svezia e Dio del mondo. La frequentazione dei sermoni del sabato venne resa obbligatoria e le persone del popolo che fossero state trovate a camminare liberamente durante quel periodo, correvano il rischio di essere arrestate. Tre anni dopo, il sovrano dichiarò obbligatorio per tutti l'apprendimento del catechismo scritto dall'arcivescovo Olov Svebilius e completato poi dal vescovo Haqvin Spegel, di modo che tutti potessero apprendere la "magnificenza di Dio".
Carlo incoraggiò la produzione di libri di inni e canti (Psalmbok) affinché questi venissero stampati e distribuiti alle chiese (l'opera divenne completa nel 1693), e provvide ad una nuova ristampa della Bibbia che venne completata nel 1703 e prese il nome del suo successore, Bibbia di Carlo XII.

### La morte

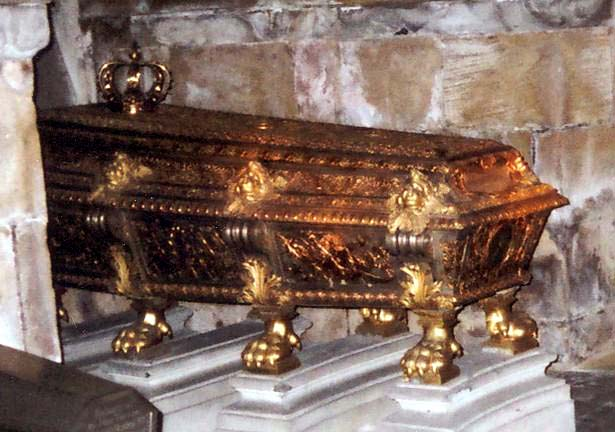
Il sarcofago di Carlo XI nella Chiesa di Riddarholmen.

Carlo XI aveva avuto dei problemi legati allo stomaco sin dal 1694. Nell'estate del 1696, egli chiese ai dottori di corte un'opinione circa questo male che lo affliggeva in continuazione, ma essi non furono in grado di provvedergli una cura adatta.
Egli continuò a svolgere il proprio compito di sovrano senza particolari problemi sino al febbraio del 1697 quando il dolore, divenuto particolarmente acuto, lo costrinse a tornare a Stoccolma ove i dottori lo visitarono nuovamente rilevando un grande gonfiore allo stomaco. Carlo XI morì il 5 aprile 1697 all'età di 41 anni. L'autopsia eseguita in seguito stabilì che il re aveva un cancro che si era sparso in tutta la cavità addominale.

## Matrimonio e figli

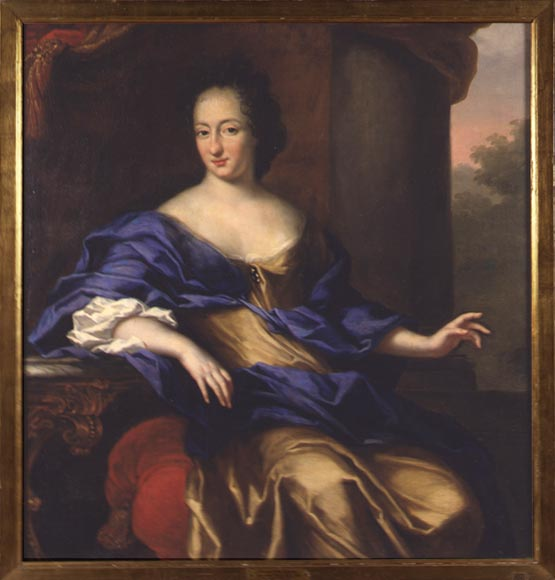
La regina Ulrica Eleonora, moglie di Carlo XI

Il 6 maggio 1680, Carlo XI sposò Ulrica Eleonora (1656–1693), figlia del re Federico III di Danimarca (1609–1670). In precedenza, egli si era fidanzato con sua cugina Giuliana d'Assia-Eschwege, ma il fidanzamento venne interrotto ed egli sposò Ulrica come segno di riappacificazione dopo la fine della guerra con la Danimarca e la firma del trattato di pace relativo.
Ulrica Eleonora era una donna di grande bellezza, ma non fu in grado di imporsi anche in campo politico né in quello famigliare, sottostando alle iniziative della madre di Carlo. La regina madre era sovente menzionata prima di lei nelle udienze pubbliche e nelle cerimonie religiose, ma Ulrica che era di carattere dolce e accondiscendente non prese a cuore questa lotta interna. Ella era completamente differente dal re: Carlo amava la caccia e l'equitazione, mentre sua moglie adorava la lettura e l'arte. La sua dolcezza era in netto contrasto con la rudezza del marito. Il suo passato danese le rendeva sempre la vita un po' difficile e quando Carlo si trovava in giro per il paese o all'estero, sovente la regina rimaneva sola e triste, guardata con sospetto da molti. Il matrimonio stesso, ad ogni modo, venne considerato un grande successo in quanto i due coniugi erano molto innamorati l'uno dell'altra.
La coppia ebbe i seguenti figli:
- Edvige Sofia (1681 - 1708), duchessa di Holstein-Gottorp e nonna del futuro zar Pietro III di Russia
- Carlo (1682 - 1718), successe al padre sul trono svedese con il nome di Carlo XII
- Gustavo (1683 - 1685)
- Ulrico (1684 - 1685)
- Federico (1685 - 1685)
- Carlo Gustavo (1686 - 1687)
- Ulrica Eleonora (1688 - 1741), nel 1718 successe al fratello Carlo XII sul trono svedese, come regina

Dando alla luce quest'ultima figlia, Ulrica si ammalò anche a causa del fatto che aveva dato alla luce un figlio all'anno per ben sette anni consecutivi e Carlo le rimase accanto dedicando molto del suo tempo alla cura della moglie. La morte di Ulrica Eleonora nel luglio del 1693 scioccò così tanto Carlo che non si ristabilì mai completamente per il resto della sua vita.

## Ascendenza
|                                                       |                                     |                                   | Genitori                            |  |  | Nonni |  |  | Bisnonni                              |  |  | Trisnonni                           |  |
|                                                       |                                     |                                   |                                     |  |  |       |  |  | Giovanni I del Palatinato-Zweibrücken |  |  | Volfango del Palatinato-Zweibrücken |  |
|                                                       |                                     |                                   |                                     |  |  |       |  |  | Giovanni I del Palatinato-Zweibrücken |  |  | Volfango del Palatinato-Zweibrücken |  |
|                                                       |                                     | Anna d'Assia                      |                                     |  |  |       |  |  | Giovanni I del Palatinato-Zweibrücken |  |  |                                     |  |
| Giovanni Casimiro del Palatinato-Zweibrücken-Kleeburg |                                     |                                   |                                     |  |  |       |  |  | Giovanni I del Palatinato-Zweibrücken |  |  |                                     |  |
|                                                       |                                     | Maddalena di Jülich-Kleve-Berg    | Guglielmo di Jülich-Kleve-Berg      |  |  |       |  |  |                                       |  |  |                                     |  |
|                                                       |                                     | Maddalena di Jülich-Kleve-Berg    | Guglielmo di Jülich-Kleve-Berg      |  |  |       |  |  |                                       |  |  |                                     |  |
|                                                       |                                     | Maddalena di Jülich-Kleve-Berg    | Maria d'Austria                     |  |  |       |  |  |                                       |  |  |                                     |  |
| Carlo X Gustavo di Svezia                             |                                     | Maddalena di Jülich-Kleve-Berg    |                                     |  |  |       |  |  |                                       |  |  |                                     |  |
|                                                       |                                     | Carlo IX di Svezia                | Gustavo I di Svezia                 |  |  |       |  |  |                                       |  |  |                                     |  |
|                                                       |                                     | Carlo IX di Svezia                | Gustavo I di Svezia                 |  |  |       |  |  |                                       |  |  |                                     |  |
|                                                       |                                     | Carlo IX di Svezia                | Margherita Leijonhufvud             |  |  |       |  |  |                                       |  |  |                                     |  |
| Caterina di Svezia                                    |                                     | Carlo IX di Svezia                |                                     |  |  |       |  |  |                                       |  |  |                                     |  |
|                                                       |                                     | Anna Maria di Wittelsbach-Simmern | Ludovico VI del Palatinato          |  |  |       |  |  |                                       |  |  |                                     |  |
|                                                       |                                     | Anna Maria di Wittelsbach-Simmern | Ludovico VI del Palatinato          |  |  |       |  |  |                                       |  |  |                                     |  |
|                                                       |                                     | Anna Maria di Wittelsbach-Simmern | Elisabetta d'Assia                  |  |  |       |  |  |                                       |  |  |                                     |  |
| Carlo XI di Svezia                                    |                                     | Anna Maria di Wittelsbach-Simmern |                                     |  |  |       |  |  |                                       |  |  |                                     |  |
|                                                       | Giovanni Adolfo di Holstein-Gottorp | Adolfo di Holstein-Gottorp        |                                     |  |  |       |  |  |                                       |  |  |                                     |  |
|                                                       | Giovanni Adolfo di Holstein-Gottorp | Adolfo di Holstein-Gottorp        |                                     |  |  |       |  |  |                                       |  |  |                                     |  |
|                                                       | Giovanni Adolfo di Holstein-Gottorp | Cristina d'Assia                  |                                     |  |  |       |  |  |                                       |  |  |                                     |  |
| Federico III di Holstein-Gottorp                      | Giovanni Adolfo di Holstein-Gottorp |                                   |                                     |  |  |       |  |  |                                       |  |  |                                     |  |
|                                                       |                                     | Augusta di Danimarca              | Federico II di Danimarca            |  |  |       |  |  |                                       |  |  |                                     |  |
|                                                       |                                     | Augusta di Danimarca              | Federico II di Danimarca            |  |  |       |  |  |                                       |  |  |                                     |  |
|                                                       |                                     | Augusta di Danimarca              | Sofia di Meclemburgo-Güstrow        |  |  |       |  |  |                                       |  |  |                                     |  |
| Edvige Eleonora di Holstein-Gottorp                   |                                     | Augusta di Danimarca              |                                     |  |  |       |  |  |                                       |  |  |                                     |  |
|                                                       |                                     | Giovanni Giorgio I di Sassonia    | Cristiano I di Sassonia             |  |  |       |  |  |                                       |  |  |                                     |  |
|                                                       |                                     | Giovanni Giorgio I di Sassonia    | Cristiano I di Sassonia             |  |  |       |  |  |                                       |  |  |                                     |  |
|                                                       |                                     | Giovanni Giorgio I di Sassonia    | Sofia di Brandeburgo                |  |  |       |  |  |                                       |  |  |                                     |  |
| Maria Elisabetta di Sassonia                          |                                     | Giovanni Giorgio I di Sassonia    |                                     |  |  |       |  |  |                                       |  |  |                                     |  |
|                                                       |                                     | Maddalena Sibilla di Prussia      | Alberto Federico di Prussia         |  |  |       |  |  |                                       |  |  |                                     |  |
|                                                       |                                     | Maddalena Sibilla di Prussia      | Alberto Federico di Prussia         |  |  |       |  |  |                                       |  |  |                                     |  |
|                                                       |                                     | Maddalena Sibilla di Prussia      | Maria Eleonora di Jülich-Kleve-Berg |  |  |       |  |  |                                       |  |  |                                     |  |
|                                                       |                                     | Maddalena Sibilla di Prussia      |                                     |  |  |       |  |  |                                       |  |  |                                     |  |